# 趙康 (嘉靖進士)
趙康（1489年—？），字惟幾，陝西西安府郃陽縣人，民籍，明朝政治人物。

## 生平
嘉靖元年（1522年）壬午科陝西鄉試第四十九名舉人。嘉靖八年（1529年）中式己丑科會試第二百五十四名，登第三甲第六十八名進士。官高密县知县。

## 家族
曾祖趙福；祖父趙貴；父趙英，曾任壽官。前母雷氏；母車氏。具庆下。